# 大統領連隊
大統領連隊（Президентский полк）は、ロシア連邦のクレムリン宮殿を警備する連隊級部隊。

## 概要
大統領連隊はロシア連邦警護庁に所属し、最高司令官（大統領）に直属してクレムリンの警備および儀仗を担当する。ソ連時代はソ連国家保安委員会 (KGB) に所属し、クレムリン連隊 (Кремлевский полк) と呼ばれた。2005年以降、騎兵大隊が軍事パレードなどで赤軍やNKVDの制服を着用することがある。
隊員の選抜条件は、志望動機、中等以上の教育、前科・逮捕歴なし、正常な精神状態、整った顔つき、身長175～190cm、身体にタトゥーや傷痕がないことなどで、儀仗中隊へは更なる内部選抜がある。2016年には連隊初の女性騎兵が誕生した。
大統領連隊に入隊すると様々な社会的恩恵があり、転職時に有利となるだけでなく、大学への入学もしやすくなる。モスクワ大学にはほぼ無試験で入学することができる。
隊員はクレムリンの中で暮らし、訓練をしている。起床は朝6時で、それから隊形を取って体操を行う。その後は座学ないし教練があり、自由になるのは18時以降である。兵士の一日は晩の散歩で終わるが、この時さえも隊列を組んで歩かなければならない。消灯合図は10時である。　大統領連隊の兵士が自分でクレムリンの外に出るためには、4ヶ月服務し、かつ良い成績を収めなければならない。携帯電話の所持は許されているが、インターネットは使えず、写真が撮れるだけである。喫煙は許され、専用の喫煙場所もあるが、飲酒は厳格に禁じられている。
隊員は立哨中微動だにせず、よそ見はもちろん咳やくしゃみ、あくびも我慢し、観光客の自撮りに巻き込まれたり話しかけられたりしても無視する。移動時は足を直角に上げるいわゆるグースステップで行進する。また、携行する小銃には実弾を装填しているという。

## 沿革

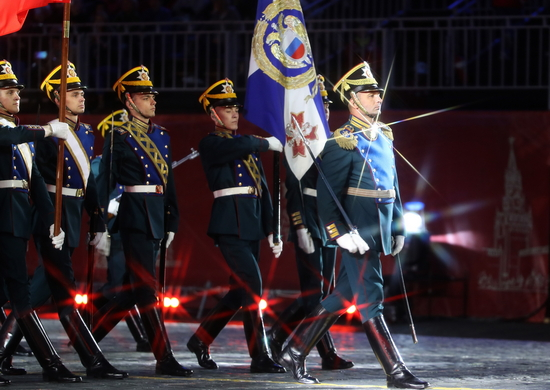
行進する正装の大統領連隊の隊員

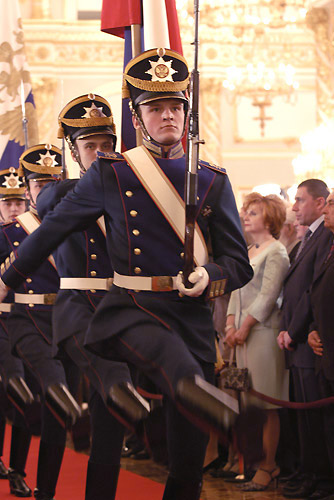
グースステップで行進する正装の大統領連隊の隊員。2004年のウラジーミル・プーチンロシア連邦大統領の就任式にて。ここでは隊員がロシア国旗とロシア連邦大統領旗を運搬している。

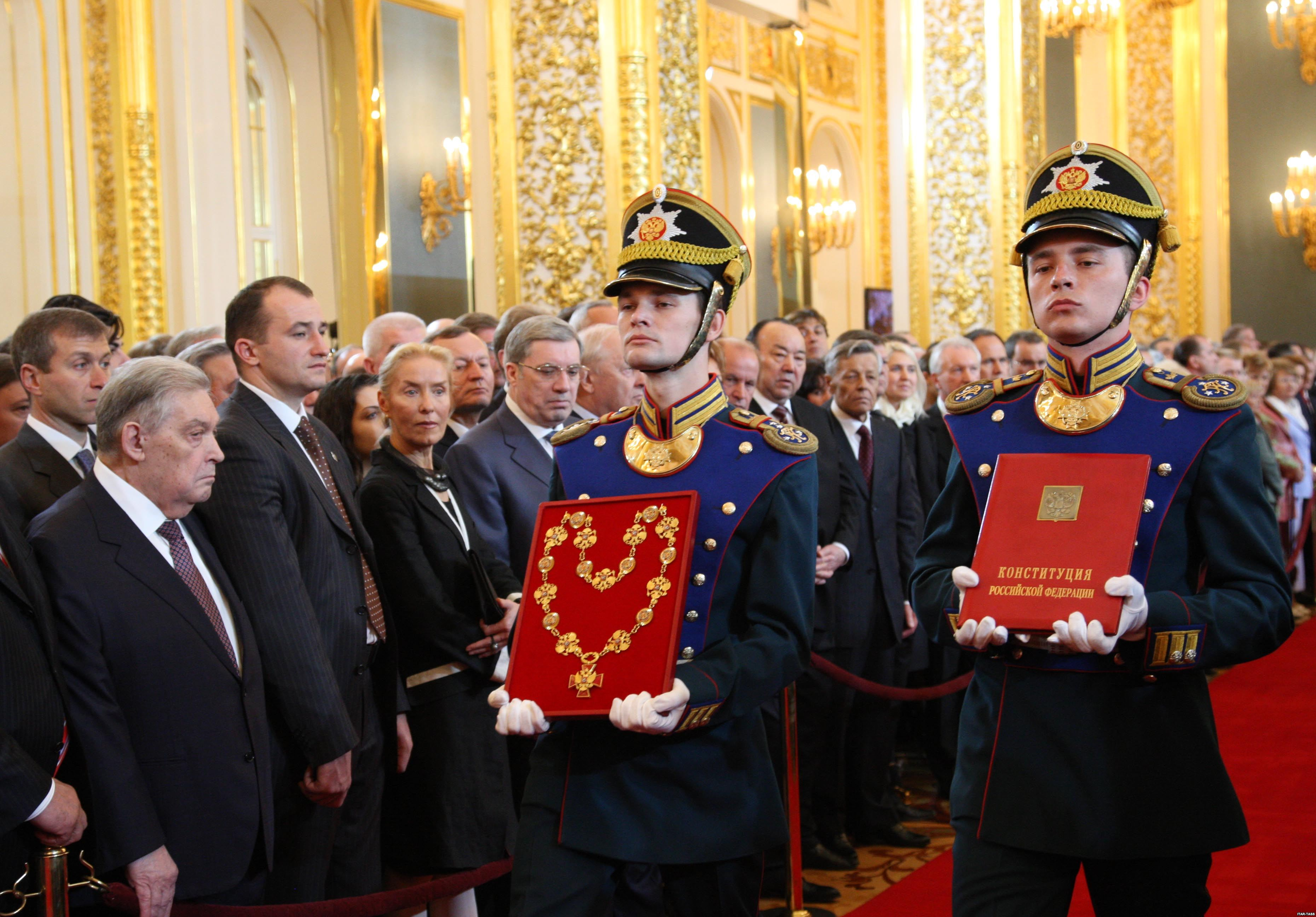
2008年のドミトリー・メドヴェージェフロシア連邦大統領の就任式にて行進する隊員。ここでは大統領勲章とロシア憲法の写本を運搬している。

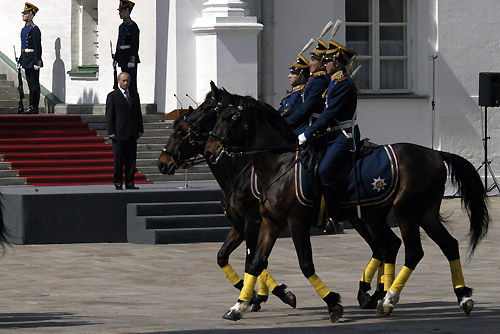
騎兵大隊。（2006年）

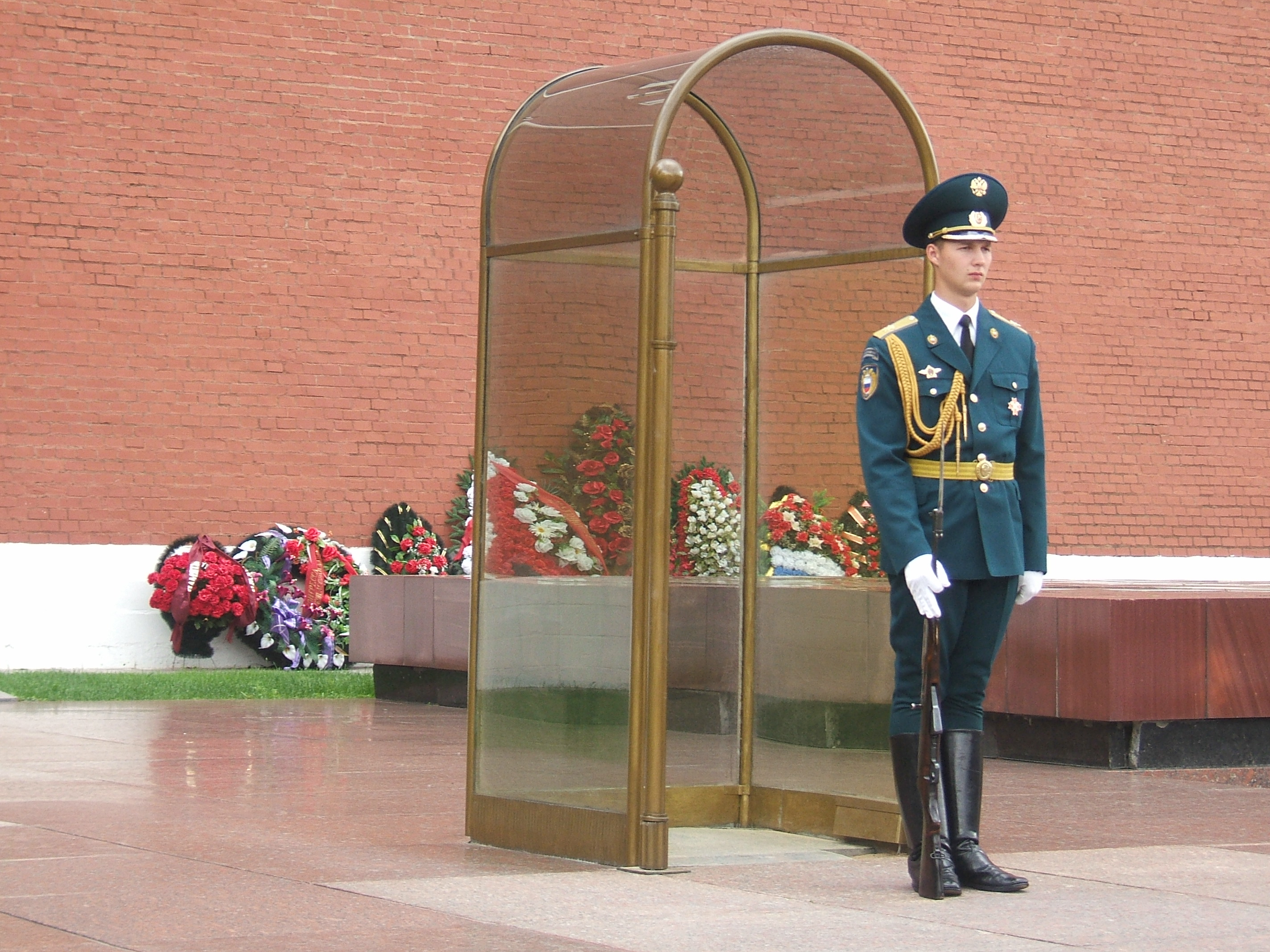
無名戦士の墓の衛兵。（2006年）

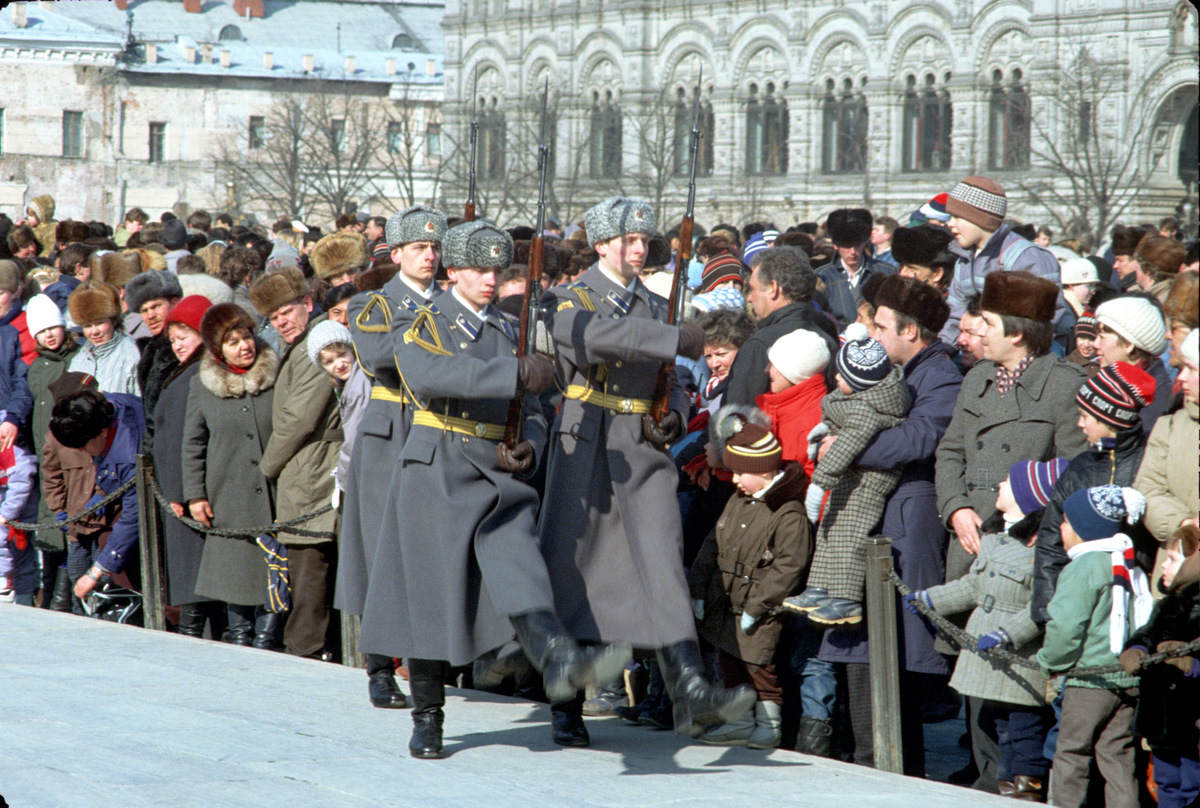
レーニン廟におけるクレムリン連隊時代の衛兵。（1990年）

- 1936年4月8日：モスクワ・クレムリン守備隊の特別任務大隊が特殊任務連隊に改編され創設。
- 1941年6月：独ソ戦勃発。最高総司令部が位置するクレムリンを警備。
- 1942年～1943年：4個狙撃手グループを前線に派遣。
- 1944年2月：赤旗勲章授与。
- 1945年6月：赤の広場での戦勝記念閲兵式に連隊の3個大隊が参加。
- 1952年：独立特殊任務連隊に改編。
- 1965年5月：赤旗勲章授与。
- 1967年5月：アレクサンドロフ庭園での「無名戦士の墓」記念碑除幕式に参加。
- 1973年：独立赤旗クレムリン連隊に改称。
- 1993年3月：大統領連隊に改編。
- 1997年12月：無名戦士の墓の傍に常設名誉警衛所設置。
- 2002年9月：第11騎兵連隊を改組し大統領警衛騎兵大隊を編成。
- 2006年5月：現行制服へ変更。

## 編制
- 連隊本部
- 軍楽隊
- 第1大隊
  - 第3中隊
  - 第4中隊
  - 第5中隊
- 第2大隊
  - 第7中隊
  - 第8中隊
  - 第9中隊
- 第3大隊
  - 第1儀仗中隊
  - 第11儀仗中隊
  - 車両中隊
- 大統領警衛騎兵大隊（旧・第11騎兵連隊）
  - 第10中隊
  - 第12中隊
  - 第1騎兵中隊
  - 第2騎兵中隊
  - 支援中隊
- 第4予備大隊
  - 予備中隊
  - 保障中隊

## 著名な出身者
- ミハイル・カシヤノフ - 元ロシア連邦首相
- アレクサンドル・コルジャコフ - 元連邦警護庁長官
- アンドレイ・ルゴヴォイ - ロシア自由民主党議員